# SRI International
SRI International – jeden z najbardziej znanych na świecie ośrodków naukowych, założony w 1946 roku jako Stanford Research Institute przez Uniwersytet Stanforda. 
W 1977 roku stał się niezależną organizacją typu non-profit. W ciągu pół wieku istnienia SRI uzyskał ponad 13 tys. patentów – instytut prowadzi badania na wielu polach nauki i techniki (także spoza głównych gałęzi nauki, jak paranaukowe badania z dziedziny np. parapsychologii), zarówno samodzielnie, jak i na zamówienie.
Jednym z najbardziej znanych naukowców związanych z instytutem jest Douglas Engelbart, wynalazca myszy komputerowej i jeden z pionierów hipertekstu. Z instytutem związana jest także agencja DARPA – jeden z twórców Internetu.